# Louis Hugo Frank

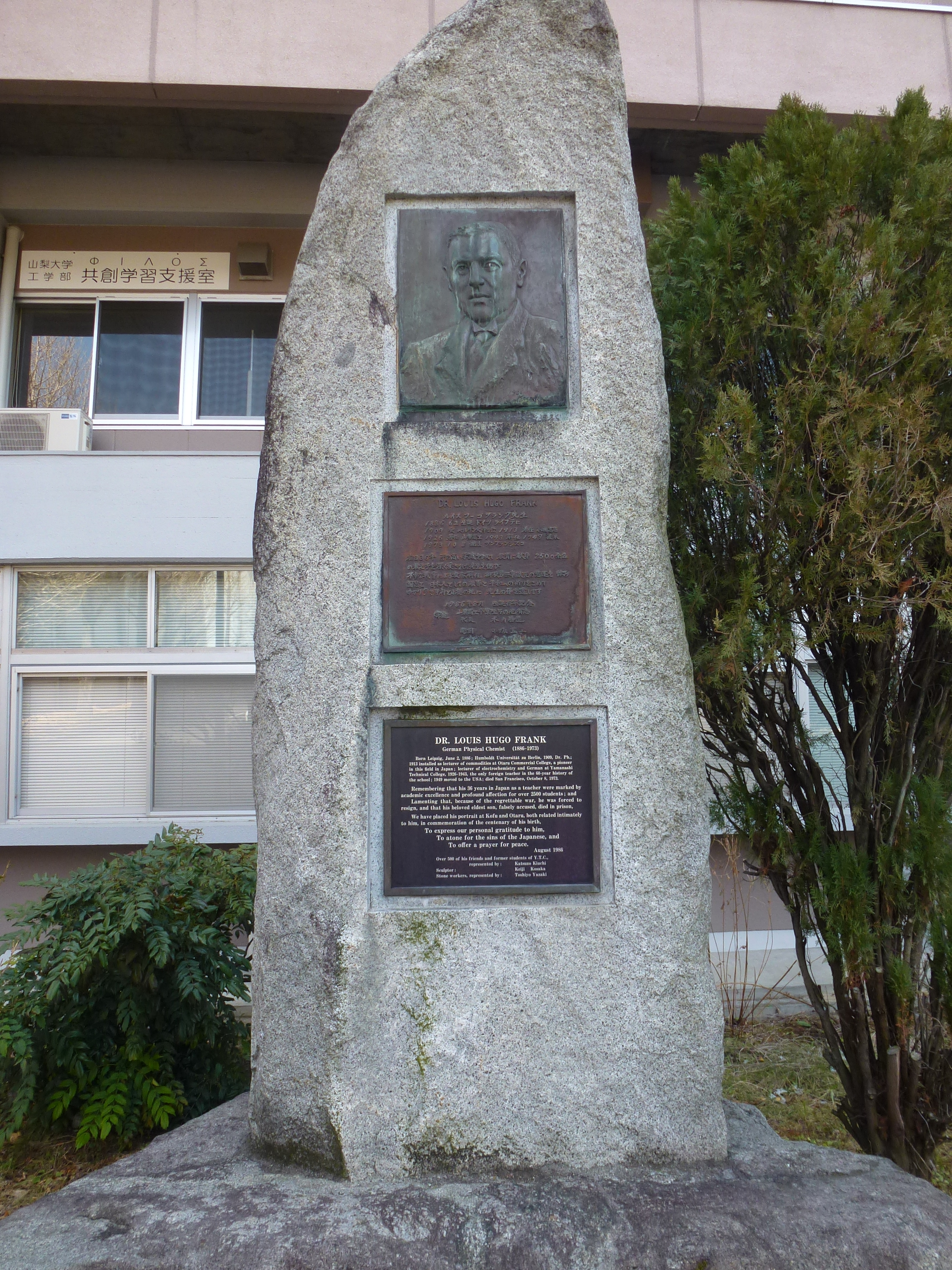
Gedenktafel bei der Universität Yamanashi

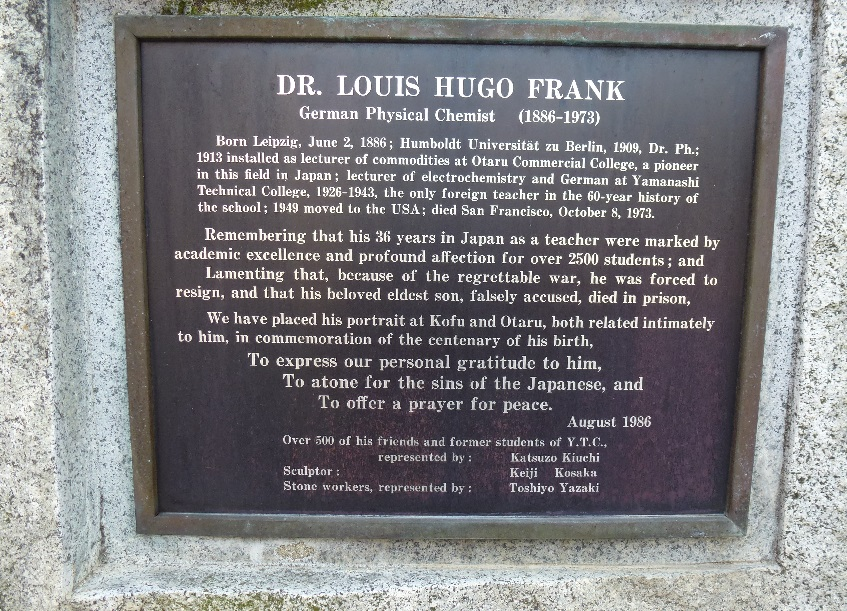
Detail der Gedenktafel

Louis Hugo Frank (* 2. Juni 1886 in Leipzig; † 8. Oktober 1973 in San Francisco) war ein deutscher Physikochemiker. Er wirkte 36 Jahre als Dozent in Japan.

## Werdegang
1909 erhielt er an der Humboldt-Universität zu Berlin den Dr. Ph. der Physikalischen Chemie.
1913 wurde er Dozent (lecturer of commodities) an der Handelshochschule Otaru.
Anschließend las er von 1926 bis 1943 Elektrochemie und Deutsche Sprache am Technischen Kolleg Yamanashi, der Vorgängerinstitution der Universität Yamanashi in Kōfu.
Aufgrund politischer Vorwürfe während des Zweiten Weltkriegs wurde er zur Aufgabe seiner Lehrtätigkeit gezwungen (auch weil er Jude war). Im Mai 1944 wurde die Familie Frank in Karuizawa interniert aber bald wieder freigelassen. Sein Sohn Hugo C. Frank wurde aber im Juli 1944 wegen angeblicher Spionage verhaftet und starb im Juni 1945.
1949 ging die Familie in die USA, wo Frank eine Stelle als Dozent an der Arkansas Tech University  erhielt.
Die Familie Frank betrieb eine Aufhebung des Urteils gegen Hugo C. Frank, was 1989 erfolgreich war.

## Wirken
Er war ein Pionier auf seinem Gebiet in Japan. Dabei war er der einzige ausländische Dozent in der sechzigjährigen Geschichte des Technischen Kollegs Yamanashi. Er unterrichtete während seiner 36-jährigen Tätigkeit in Japan über 2500 Studenten. Seine Wirkstätten waren Kōfu und Otaru. Zu seinen Schülern zählte vermutlich auch Kobayashi Takiji, der als Mitglied der Kommunistischen Partei Japans und Autor proletarischer Literatur 1933 von der Polizei zu Tode gefoltert wurde.

## Denkmal
Das Denkmal für ihn wurde gestiftet, um Dank für seine Mühen auszudrücken, und die Beschämung für die Sünden der Japaner auszudrücken, und um für Frieden zu beten.
(Freie Übersetzung aus der englischen Inschrift, aufgestellt im August 1986 im Namen von über 500 seiner Freunde und ehemaligen Studenten.)